# Maxim Iljitsch Sorokin
Maxim Iljitsch Sorokin (russisch Максим Ильич Сорокин, wiss. Transliteration Maksim Ilʹič Sorokin; * 22. Januar 1968; † 30. Juni 2007 in Elista) war ein russischer Schachspieler. Zwischen 1998 und 2002 vertrat er international Argentinien.

## Leben
Erste bedeutende Erfolge feierte Sorokin Ende der 1980er Jahre. 1989 teilte er Platz zwei in Sotschi, ein Jahr darauf errang er in Minsk, bei der U26-Meisterschaft der UdSSR, dem Turnier junger sowjetischer Meister, die Bronzemedaille. 1991 wurde er Dritter bei der RSFSR-Meisterschaft. Im selben Jahr gewann er mit der sowjetischen Studentennationalmannschaft Gold bei der Studentenweltmeisterschaft in Maringá, Brasilien, wobei ihm auch eine Goldmedaille für das beste Resultat am fünften Brett zufiel. Ebenfalls 1991 gelang ihm in Belgorod ein geteilter erster Platz beim Qualifikationsturnier zur letzten UdSSR-Meisterschaft in Moskau, an der er im selben Jahr teilnahm. 1992, dem Jahr, in dem ihm die FIDE den Großmeistertitel verlieh, teilte er den zweiten Platz (u. a. mit Sergei Rubljowski) in Ostrava, 1993 siegte er in San Fernando (zusammen mit u. a. Óscar Panno) und wurde Turniersieger in San Martín (vor u. a. Wassili Smyslow). Im Jahre 1996 wurde er in Villa Ballester Zweiter nach Andrés Rodríguez Vila und geteilter Vierter (mit Jewgeni Barejew und Wadim Swjaginzew) bei der russischen Meisterschaft in Elista. 1997 errang Sorokin den ersten Platz in Villa Martelli und wurde Zweiter (nach Pablo Ricardi) beim Clarín-Turnier in Villa Gesell. Den letztgenannten Erfolg wiederholte er im Jahr darauf. 1998 debütierte er bei der Meisterschaft Argentiniens und errang die Bronzemedaille, im selben Jahr gewann er in Buenos Aires das Open-Turnier der Boca Juniors. Weitere Triumphe folgten im nächsten Jahr: geteilter Zweiter (mit Alexei Drejew und Viktor Bologan) beim Hanibal-Open in Linares und in Kalkutta (mit Sergei Dolmatow und Jaan Ehlvest) sowie in Krasnodar (mit Pawel Tregubow).
Im Jahre 2000 wurde er geteilter Erster beim Michail-Tschigorin-Memorial in Sankt Petersburg sowie bei der Commonwealth-Meisterschaft in Sangli. In den darauffolgenden Jahren nahmen seine internationalen Erfolge ab, doch schloss er eine Vielzahl von Turnieren in der erweiterten Spitze ab, so z. B.: Kalkutta (2001, 7½/11), Dubai (2002, 6/9), Sankt Petersburg (2002, 6/9), Linares (2002, 6½/10), Bombay (2003, 7/10), Uralsk (2003, 7/10), Cappelle-la-Grande (2004, 6/9), Salechard (2004, 7/9), Moskau (2005, Aeroflot Open, 6/9), Linares (2005, 6½/9), Cappelle-la-Grande (2006 6/9), Tomsk (2006, 6/9), Tscheljabinsk (2006, 6/9) und Nischni Tagil (2007, 6/9).
Für Argentinien nahm Sorokin 1998 an der Schacholympiade in Elista teil. Er erzielte am ersten Brett 6½ aus 13. Auch bei der darauffolgenden Olympiade war er für das erste Brett Argentiniens gemeldet, doch spielte er keine einzige Partie.
Bei der russischen Mannschaftsmeisterschaft erreichte er 1992 den zweiten Platz mit der Mannschaft von Chorda Tscheljabinsk, mit der er auch am European Club Cup 1993 teilnahm. An der russischen Mannschaftsmeisterschaft nahm er außerdem je zweimal mit Politechnik Nischni Tagil (2002 und 2007) und mit Yunilain Samara (2005, 2006) teil.
Sorokin starb am 30. Juni 2007 in einem Krankenhaus in Elista, nachdem er auf dem Rückweg aus Elista nach Wolgograd bei einem Autounfall schwer verletzt worden war. In Elista war er Sekundant Sergei Rubljowskis bei dessen Kandidatenkämpfen zur Schachweltmeisterschaft 2007.